# F1 2020
F1 2020 (Motto: 70 Jahre Formel 1) ist ein Rennspiel, das von Codemasters entwickelt wurde. Es ist das zwölfte Spiel der Serie und der Nachfolger von F1 2019. Das Spiel wurde am 10. Juli 2020 für PlayStation 4, Xbox One, Windows und erstmals auch für Stadia veröffentlicht.
Neben der Standardversion bietet die, bereits drei Tage früher erschienene, Schumacher Deluxe Edition vier klassische Boliden.
Das Spiel basiert auf der, vor der COVID-19-Pandemie vorgesehenen, Formel-1-Saison 2020 und enthält alle 22 ursprünglich geplanten Strecken, alle 20 Fahrer sowie alle Teams.

## Neuerungen
Neben der Möglichkeit Autolackierung, Fahreroutfit und Podiumsjubel zu personalisieren, umfasst das Spiel wieder einen Split-Screen-Modus sowie einen neuen Mein-Team-Modus. Hierbei gilt es als Teamchef eines elften, inoffiziellen Teams, parallel zur Fahrerkarriere, Aufgaben wie Vertragsverhandlungen, Ressourcenverteilung und Finanzen zu bewältigen.

## Liste der Strecken
Alle im Spiel enthaltenen Rennstrecken der ursprünglich geplanten Saison 2020:
| Land                         | Strecke                            |
| ---------------------------- | ---------------------------------- |
| Australien                   | Albert Park Circuit                |
| Bahrain                      | Bahrain International Circuit      |
| Vietnam                      | Hanoi Street Circuit               |
| China                        | Shanghai International Circuit     |
| Niederlande                  | Circuit Park Zandvoort             |
| Spanien                      | Circuit de Barcelona-Catalunya     |
| Monaco                       | Circuit de Monaco                  |
| Aserbaidschan                | Baku City Circuit                  |
| Kanada                       | Circuit Gilles-Villeneuve          |
| Frankreich                   | Circuit Paul Ricard                |
| Österreich                   | Red Bull Ring                      |
| Großbritannien               | Silverstone Circuit                |
| Ungarn                       | Hungaroring                        |
| Belgien                      | Circuit de Spa-Francorchamps       |
| Italien                      | Autodromo Nazionale di Monza       |
| Singapur                     | Marina Bay Street Circuit          |
| Russland                     | Sochi Autodrom                     |
| Japan                        | Suzuka International Racing Course |
| Vereinigte Staaten           | Circuit of the Americas            |
| Mexiko                       | Autódromo Hermanos Rodríguez       |
| Brasilien                    | Autódromo José Carlos Pace         |
| Vereinigte Arabische Emirate | Yas Marina Circuit                 |

## Liste der Fahrzeuge

### Moderne Boliden
- Mercedes-AMG Petronas F1 Team (Mercedes-AMG F1 W11 EQ Performance)
- Scuderia Ferrari Mission Winnow (Ferrari SF1000)
- Aston Martin Red Bull Racing (Red Bull Racing RB16)
- McLaren F1 Team (McLaren MCL35)
- Renault DP World F1 Team (Renault R.S.20)
- Scuderia AlphaTauri Honda (AlphaTauri AT01)
- BWT Racing Point F1 Team (Racing Point RP20)
- Alfa Romeo Racing Orlen (Alfa Romeo Racing C39)
- Haas F1 Team (Haas VF-20)
- ROKiT Williams Racing (Williams FW43)

### Klassische Fahrzeuge (Schumacher Deluxe Edition)
- Jordan 191 (1991)
- Benetton B194 (1994)
- Benetton B195 (1995)
- Ferrari F1-2000 (2000)

## Rezeption
F1 2020 hat national und international gute bis sehr gute Bewertungen erhalten. Die Version für den Xbox One wurde dabei auf der Seite für Wertungsaggregation Metacritic mit 91/100 Punkten am besten bewertet.

„F1 2020 ist für mich die bisher beste F1-Simulation von Codemasters. Durch den neuen My Team-Modus kann ich die Formel 1 nicht nur als Fahrer, sondern auch als Teamchef erleben. Das gibt dem Spiel eine vollkommen neue Tiefe und verändert sogar meine Wahrnehmung der Rennen. Schließlich sind die Ergebnisse des Teamkollegen auf einmal wichtig und es ist gut, wenn er erfolgreich ist. Der Modus bietet dazu genügend Möglichkeiten über längere Zeit das Team und meinen zweiten Fahrer zu entwickeln. Immer auf der Jagd nach dem Maximum, dem WM-Titel.“

„Es ist wie jedes Jahr mit den jährlich erscheinenden Sportspielen, es gibt im Grunde nicht viel zu sagen. Codemasters hat das zu Grunde liegende Spiel weiter verbessert, einen tollen und motivierenden neuen Spielmodus hinzugefügt, der Splitscreen kehrt zurück und davon abgesehen fährt sich F1 2020 einmal mehr so prima, wie es das im letzten Jahr tat - und dieses Jahr erneut ein Stückchen besser. Motivierend ist dabei vor allem, sich sein eigenes Team aufzubauen und Stück für Stück an die Spitze zu führen.“

## Trivia
Im Spiel enthalten ist auch der Hanoi Street Circuit, auf dem im Jahr 2020 erstmals der Große Preis von Vietnam stattfinden sollte. Dieser wurde wegen der Corona-Pandemie abgesagt. Auch in den Folgejahren fand kein Rennen in Vietnam statt.